# Beast (Laura Tesoro)
Beast is een nummer van de Belgische zangeres Laura Tesoro. De single kwam uit op 27 oktober 2017 onder het label Sony Music. Het nummer haalde in 2018 een piek van 25 in de Ultratop 50 (Vlaanderen). Tesoro bracht op dezelfde datum een videoclip uit van het nummer. In de clip die geregisseerd werd door Aäron Beyers & Eloi Cyuzuzo Nsanzabandi toont Tesoro haar passie voor boksen.

## Hitnoteringen

### VlaamseUltratop 50[1]
| Hitnotering: 06-05-2017 t/m 07-10-2017 | Hitnotering: 06-05-2017 t/m 07-10-2017 | Hitnotering: 06-05-2017 t/m 07-10-2017 | Hitnotering: 06-05-2017 t/m 07-10-2017 | Hitnotering: 06-05-2017 t/m 07-10-2017 | Hitnotering: 06-05-2017 t/m 07-10-2017 | Hitnotering: 06-05-2017 t/m 07-10-2017 | Hitnotering: 06-05-2017 t/m 07-10-2017 | Hitnotering: 06-05-2017 t/m 07-10-2017 | Hitnotering: 06-05-2017 t/m 07-10-2017 | Hitnotering: 06-05-2017 t/m 07-10-2017 | Hitnotering: 06-05-2017 t/m 07-10-2017 | Hitnotering: 06-05-2017 t/m 07-10-2017 | Hitnotering: 06-05-2017 t/m 07-10-2017 | Hitnotering: 06-05-2017 t/m 07-10-2017 |
| Week:                                  | 1                                      | 2                                      | 3                                      | 4                                      | 5                                      | 6                                      | 7                                      | 8                                      | 9                                      | 10                                     | 11                                     | 12                                     | 13                                     |                                        |
| -------------------------------------- | -------------------------------------- | -------------------------------------- | -------------------------------------- | -------------------------------------- | -------------------------------------- | -------------------------------------- | -------------------------------------- | -------------------------------------- | -------------------------------------- | -------------------------------------- | -------------------------------------- | -------------------------------------- | -------------------------------------- | -------------------------------------- |
| Positie:                               | 37                                     | 32                                     | 40                                     | 26                                     | 25                                     | 32                                     | 46                                     | 35                                     | 38                                     | 42                                     | 41                                     | 34                                     | 36                                     | uit                                    |